# RGS18
RGS18 (англ. Regulator of G protein signaling 18) – білок, який кодується однойменним геном, розташованим у людей на короткому плечі 1-ї хромосоми.  Довжина поліпептидного ланцюга білка становить 235 амінокислот, а молекулярна маса — 27 582.
| 10         |  | 20         |  | 30         |  | 40         |  | 50         |
| ---------- |  | ---------- |  | ---------- |  | ---------- |  | ---------- |
| METTLLFFSQ |  | INMCESKEKT |  | FFKLIHGSGK |  | EETSKEAKIR |  | AKEKRNRLSL |
| LVQKPEFHED |  | TRSSRSGHLA |  | KETRVSPEEA |  | VKWGESFDKL |  | LSHRDGLEAF |
| TRFLKTEFSE |  | ENIEFWIACE |  | DFKKSKGPQQ |  | IHLKAKAIYE |  | KFIQTDAPKE |
| VNLDFHTKEV |  | ITNSITQPTL |  | HSFDAAQSRV |  | YQLMEQDSYT |  | RFLKSDIYLD |
| LMEGRPQRPT |  | NLRRRSRSFT |  | CNEFQDVQSD |  | VAIWL      |  |            |

A: Аланін

C: Цистеїн

D: Аспарагінова кислота

E: Глутамінова кислота

F: Фенілаланін

G: Гліцин

H: Гістидин

I: Ізолейцин

K: Лізин

L: Лейцин

M: Метіонін

N: Аспарагін

P: Пролін

Q: Глутамін

R: Аргінін

S: Серин

T: Треонін

V: Валін

W: Триптофан

Кодований геном білок за функціями належить до фосфопротеїнів, інгібіторів трансдукції сигналу. 
Локалізований у цитоплазмі.